# Hà Đông (huyện)

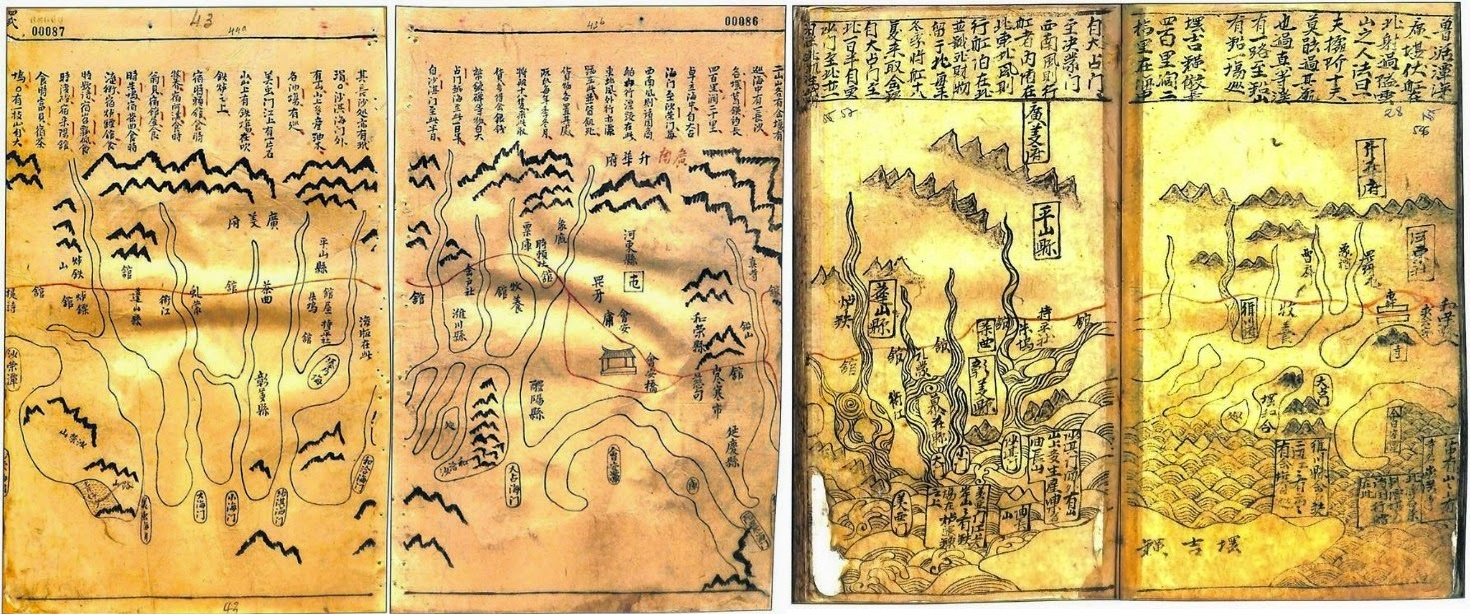
Huyện Hà Đông (河東縣) phủ Thăng Hoa trong các bản đồ xứ Quảng Nam của tập bản đồ Toản tập An Nam lộ và tập bản đồ Thiên nam tứ chí lộ đồ thư.

Hà Đông (chữ Hán: 河東) là một địa danh cấp huyện (sau nâng lên thành phủ) thời phong kiến tại Việt Nam.
Theo sử liệu, thì huyện Hà Đông ban đầu được hình thành từ năm 1471 dưới thời vua Lê Thánh Tông, thuộc phủ Thăng Hoa của đạo Thừa Tuyên – Quảng Nam. Căn cứ vào ghi chép của Phủ biên tạp lục của Lê Quý Đôn trước năm 1776, huyện Hà Đông nằm ở phía bắc sông Thu Bồn gồm hai phần Chính và Tân. Qua đối chiếu địa danh, địa bàn huyện Hà Đông bấy giờ gần tương ứng với huyện Đại Lộc, Điện Bàn và thành phố Hội An ngày nay.
Tập bản đồ "Toản tập Thiên nam tứ chí lộ đồ thư" vẽ vào khoảng hạ bán thế kỷ XVII cũng thể hiện vị trí huyện Hà Đông vào thời chúa Nguyễn Phúc Tần nằm hoàn toàn ở phía bắc con sông Thu Bồn với tứ cận thể hiện như sau: phía bắc là huyện Hòa Vinh (Hòa Vang); phía đông là Hội An; phía đông nam là huyện Lễ Dương; phía nam là huyện Duy Xuyên.
Đến thời Nguyễn, địa bạ Gia Long ghi nhận một huyện Hà Đông mới gồm 4 tổng, 135 làng, 2 thuộc. Năm 1831, vua Minh Mạng cải cách hành chính trên toàn quốc, đổi trấn và doanh thành tỉnh. Tỉnh Quảng Nam được thành lập, gồm 2 phủ Thăng Bình (升平) (trước là Thăng Hoa, gồm các huyện Lễ Dương (醴陽) Tam Kỳ (三岐), Hà Đông (河東), Quế Sơn (桂山)) và Điện Bàn (奠磐) (với các huyện Hòa Vang (和榮), Duy Xuyên (濰川), Diên Phúc (延福) (sau đổi là Diên Phước), Đại Lộc (大祿)). Địa bàn huyện Hà Đông mới này được xác định gần tương ứng với các vùng Trà My, Tiên Phước, Tam Kỳ và Núi Thành ngày nay.
Huyện Hà Đông tồn tại đến năm 1906, thời vua Thành Thái, thì được nâng lên thành phủ Hà Đông, sau đó đổi tên thành phủ Tam Kỳ.